# Алешня (приток Воронежа)
Алешня́ (Але́шня, Оле́шня, Алешна) — река на западе Тамбовской области в России, правый приток верхнего Воронежа, протекает по территории Первомайского и Мичуринского районов.
Название реки происходит из смоленских говоров от слова алес, означающего «сырое место».
Длина реки составляет 32 км. Площадь водосборного бассейна — 187 км².
Алешня начинается около села Степанищево в Хоботовском сельсовете Первомайского района. Далее течёт по территории Мичуринского района, преимущественно на юг. Впадает в Воронеж на высоте 114 м над уровнем моря около села Старое Тарбеево.
Населённые пункты, расположенные вдоль Алешни (от истока): село Степанищево, посёлок Хоботово, деревня Хоботово, село Остролучье, село Терновое, деревня Радостная, село Жидиловка, село Гавриловка, село Липовка, село Большое Лаврово, село Малое Лаврово, село Старое Тарбеево.
Код водного объекта в государственном водном реестре — 05010100512107000002566.